# Halmos Antal
Halmos Antal (Bakonysárkány, 1935. március 10. –) magyar repülőmérnök, közgazdász, író, költő, blogger.

## Élete
Édesapja (1903, László) a község kántortanítója volt, aki parasztokból megyeszerte ismert fúvószenekart szervezett, és ugyancsak a lakosság közreműködésével uszodát hozott létre. Erre jó 70 év múlva is emlékezve, a község önkormányzata utcát nevezett el róla. Édesanyja, Dobrovics Ilona (1910) polgári középiskolát végzett. A második világháború végéig háztartásbeliként gondozta családját, de 1947-től kénytelen volt gyári adminisztrátorként támogatni férjét. Hihetetlen áldozatkészséggel nevelte hat gyermekét, látta el a háztartást és teljes műszakban dolgozott.
Egyetemi tanulmányait a Moszkvai Repülő-Technológiai Intézetben (ma MATI) kezdte. Az 1956-os forradalom első napjaiban kifogást emelt a magyar népre sütött fasiszta bélyegző ellen, ezért visszahívták, és itthon szerzett repülőmérnöki diplomát (Tizenkéthengeres V-motor turbófeltöltővel) a Budapesti Műszaki Egyetemen.
Közgazdász diplomáját a Marx Károly Közgazdaságtudományi Egyetemen kapta. „Az elektronikus mérőműszerek exportjának kritikai elemzése” című diplomamunkáját jeles eredménnyel védte.
Élete olvasható weblapján, "Önéletrajz helyett, Halaj kapitánynak" című, körültekintően illusztrált írásában, munkás élete az arany diplomájához (BME) készült szakmai életrajzában követhető.
Hét évet töltött Indiában, 1974-től 1978-ig Bombayban, a kereskedelmi kirendeltség vezető-helyetteseként, 1982-től 1985-ig Kalkuttában, a kereskedelmi kirendeltség vezetőjeként. További előléptetését elsősorban politikai okokból elutasította.
Testvérei: László (1931, elhunyt), kémia-biológia tanár; Lajos (1933, elhunyt), vízgépészmérnök; Sándor (1936), villamosmérnök; Ilona (1939, elhunyt), érettségizett; Gabriella (1942, elhunyt), közgazdasági technikumot végzett.

Felesége: Dr. Kubala Márta (1942), nyugdíjas ügyvéd.

Gyermekei: Anna (első feleségétől, 1959), orosz-történelem szakos tanár, tolmács , külkereskedő, a Kazányi Főkonzulátus titkárnője (2015-20). A kiküldetéséből hazatérve, a Magyar Energetikai és Közműszabályozási Hivatalban helyezkedett el (MEKH), ahol a Stratégiai ésnemzetközi főosztály titkárnőjeként dolgozik.

Amrita (1977), szülész-nőgyógyász szakorvos, endokrinológiai és anyagcsere betegségek szakorvosa, PhD tudományos fokozattal rendelkezik. Férjével, Vass Zoltánnal megalapította a Gynefert Nőgyógyászati és Reprodukciós Központot, majd annak fejlesztésével létrehozták a Kosztolányi Medical Center egészségügyi központot, amelynek ügyvezetője.

Unokái (Amrita gyermekei): Vass Benedek (2005) és Vass Dorottya (2009).
Kilencvenedik születésnapja alkalmából két jelentős tárggyal köszöntötte a családja: Színes kerámia köszöntő táblával és versei gyűjteményes albumával.

## Szakmai életrajz
Első munkahelyén, a Finommechanikai Vállalatnál, kezdetben bemérő műszerész volt, majd a diploma megszerzése után a szerkesztésbe került, ahol a szovjet elektronikus nagyberendezések honosítása folyt.
1961-ben átkéréssel a Földművelésügyi Minisztériumba került azzal, hogy a Repülőgépes Növényvédő Állomás repülős szakmai felügyeletét lássa el. A KM Légügyi Főigazgatósága megvétózta a szakmai felügyeletet, ezért áthelyezték a növényvédőkhöz, ahol üzemeltető, majd fejlesztőmérnöki feladatokat látott el.
1964-ben megpályázta a Műszaki Fizikai Kutató Intézet műszaki igazgatói állását, amit Dr. Szigeti György akadémikus döntését követően az ő vezetése mellett látott el 1965-ig.
Ismét hívásra váltott munkahelyet, repülőmérnöki végzettségét és nyelvtudását értékelve a Technika Külkereskedelmi Vállalatnál osztályvezetői megbízást kapott, ahol a harci repülőgépek és páncélozott járművek export-importját kezelte.
1966-tól 1968-ig a Metrimpexnél elektronikus műszerek nyugat-európai és szovjet importjával foglalkozó csoportját, 1968-tól 1969-ig pedig az Elektromodulnál a szovjet import osztályt vezette.
Az Elektromodulnál dolgozva készítette és védte meg mérnök-közgazdász diplomamunkáját A magyar műszerexport kritikai elemzése címmel, jeles eredménnyel. A dolgozatot doktorira alkalmasnak minősítették.
1969-től 1974-ig a Hungexponál a külföldön rendezett magyar kiállításokat szervezte és azok igazgatói feladatait látta el.
A Hungexpótól a Külkereskedelmi Minisztériumba került, majd kiküldték Indiába.
1974 és 1978 között négy évet Bombayban dolgozott alkirendeltség vezető-helyettesként, majd Kalkuttában kirendeltségvezető volt 1982-től 1985-ig.
Közben 1978 és 1982 között, majd végleg hazatérve 1985-től 1987-ig az Intranszmas kereskedelmi igazgatója volt. Az Intranszmastól felmondással távozott és megalapította az ECHO Kisszövetkezetet, amit elnökként vezetett. Később a külkereskedelmi feladatok ellátására leválasztott ECHO Kelet-Nyugat Kft.-nél ügyvezetőként dolgozott.
Végül a Halmos és Tsa Kft. vezetőjeként az ország első tőkesúlyos siklóhajóját gyártatta és értékesítette.
Több mint két évtizede folytat irodalmi tevékenységet,  40 magyar, 2 angol és 3 orosz írást publikált. Orosz és angol nyelvből felsőfokú nyelvvizsgával rendelkezik.

## Írásai
Szépírással idős korában kezdett el foglalkozni. A „Kapu” című folyóirat 1996. januári számában jelent meg Alain Subi-Du írói álnéven az „A garasországi neokapitalizmus természetrajza” tanulmánya. A folyóirat főszerkesztője, Brády Zoltán, és gazdasági rovatvezetője, Mándoki Andor, valamint Kopátsy Sándor is kiválónak minősítette a munkát.
Ezt követően sorozatban jelentek meg írásai a Magyar Elektronikus Könyvtárban.
- 7 év a csodálatos Indiában és két nepáli túra
- Anti-kapitalizmus
- Beteg emberiség, mocsok világ
- Egy félkegyelmű lázálmai
- A garasországi neokapitalizmus természetrajza
- India és Nepál
- Kolja, a nép ellenségének fia
- Kongassátok meg a harangokat!
- Mitől döglik meg ez az ország
- Nikola
- Világok, népek, emberek
- Maradj magadnak Samu bá
- 2015-Történelmi pillanatkép
- Az USA ledarálja a világot
- Európa 22-es csapdában
- Halálunk éve: 2018
- Tückös voltam és járulékos sérelmeim
- Vártam ott és elégtem...
- Lelkem világának tüköre
- Vádirat a kommunizmus ellen
- Vádirat az USA ellen!
- Vádirat a vallások és egyházak ellen!
- Nem én kiáltok, a föld dübörög!
- Új korszakváltás
- Tarkabarka mesevilág
- Új korszakváltás (Bővített kiadás)
- Képzőművészeti bifrang
- Stay at home, Uncle Sam
- Kolja, son of people's enemy
- Русская душа
- Tézisek a kilábalásról
- A csúcstechnológiai forradalom varázslatos bércei
- Ecce Homo
- Gondolkodom, tehát írom 1. kötet
- Gondolkodom, tehát írom 2. kötet
- Gondolkodom, tehát írom 3. kötet
- Mitől döglik meg ez az ország? 2. kötet. Az ebben a kötetben megjelent kijelentésével búcsút mond a könyvírásnak. Keserű nyilatkozata így hangzik:
- Két összefüggő blog - istenhitről és 9/11-ről szólók - egybefűzve
- Nyögvenyelős utóirat a politikai írásaimhoz
- Gondolatok a kapitalizmus (rendszerszintű) válságáról, avagy az összeomlás szélén állunk?
- Izrael
- Oroszország-Ukrajna: ki a bűnös?

"Eddig bírtam! Nem a korom jelentette a végső döfést, a képességeim halványulása csupán az egyik ok.
Már három éve lemondtam a világról. Ezt a FB-bejegyzést tettem 2018. május 9-én:
Fontolgatom, hogy elhagyom a FB-ot is, miután mától megpróbálom kikerülni a híreket. Nem bírom idegekkel az USA háborús lépéseit, a bűnös magyar hatalom megújulását, és az ellenzék idiotizmusát. Sok minden a végéhez közeledik a világunkban, csak az önkény, rablás, hatalomőrület, fegyverkezés nő a csillagos égig. Öreg vagyok bejegyzésekkel küzdeni a világ gonoszsága ellen. Maradnak a könyvek: írom a Vádirataim II. kötetét: Vádirat a kommunizmus ellen. Elég idegtépő ez önmagában is. Ugye Gárdonyi zárta el magát a világtól, lassan ez marad számomra is?
És írtam tovább, három évig, időnként felrázva magam, mint az aludttejes bögrét szokás, elhitetve magammal a következő könyvig, hogy talán hasznosak, ébresztőt kürtölők az írásaim.
Most azonban végleg kiborultam, nem bírom tovább a világ és kis hazám vezéreinek mérhetetlen gazemberségét és a tömeg ostobaságát, amivel balgán elviseli, hogy sárba tapossák.
Képtelen vagyok békén tűrni, hogy a világunk az amerikai katonai-hadiipari maffia kiszolgálója, hogy a politikai-közgazdasági főáram az ennek a maffiának az érdekeit szolgáló nyugati propagandagépezet szócsöveként működik. Hogy a hidegháború a kommunizmus helyett most két újkapitalista hatalom ellen fújja a szelet, és hogy ez a szél hatékony, a politikusok szolgalelkűen hódolnak a mai kor legelvetemültebb világcsendőr tömeggyilkos hatalma előtt, és tömegek dőlnek be a galád rágalom-kórusnak.
Ha írok még, az már csak gondolatok, élmények körüli keringés, elmélkedés lesz. Blogok, Facebook-bejegyzések formájában fognak olvasható formát ölteni. Biztos fogok írni, mert írás nélkül már nem tudok élni.
Az írói korszakom lezárása rendkívül fájdalmas! Életemnek ez a mintegy másfél évtizedes szakasza az egyetlen, amikor azzal foglalkozhattam, amit nagy kedvvel, boldogan tehettem. Úgy érezhettem, hogy a gondolataimmal hasznos tudok lenni embertársaimnak, gazdagítani tudom a szellemi világot.
Köszönöm azoknak, akik velem voltak, olvastak, a szolidaritást! Legyenek boldogabbak az eddigieknél.
És köszönöm a könyveim többségének megjelenésében közreműködőknek, Lónyai Péter jóbarátomnak és a Magyar Elektronikus Könyvtár triumvirátusának, Fecz Ágnesnek, Góczán Andreának és Drótos Lászlónak a baráti támogatást.
A mai nappal zárom tehát életem legboldogabb korszakát!
2021. június 10."
Újra elkezdett írni, mert írás nélkül nem tud élni. Két blogot publikált, majd könyvvé fűzte össze a kettőt. A könyv címe:"Két összefüggő blog - istenhitről és 9/11-ről szólók - egybefűzve". Lefordította oroszra a „Stay at Home, Uncle Sam”-et, ami cikként megjelent orosz folyóiratban. Ugyancsak lefordította oroszra a „7 év a csodálatos Indiában és két nepáli túra” című könyvét. Az ukrajnai háborúval is foglalkozik a „Nyögvenyelős utóirat a politikai írásaimhoz” című könyvében, ahol nem a fősodor média narratíváját kürtöli világgá.
2022. augusztus 15.
A friss könyvek:
- Két összefüggő blog - istenhitről és 9/11-ről szólók - egybefűzve
- Nyögvenyelős utóirat a politikai írásaimhoz
- Gondolatok a kapitalizmus (rendszerszintű) válságáról, avagy az összeomlás szélén állunk?
- A két háború kitörése ismét írásra késztette, megírta az "Izrael" és az "Oroszország-Ukrajna: ki a bűnös?" című könyveket.

Nyomtatásban az Ad Librum kiadó is megjelentette hét írását:
- Kongassátok meg a harangokat! A hosszú élet átka (2010), ISBN 978-615-5014-44-4
- Kolja, a nép ellenségének fia (2010), ISBN 978-615-5014-57-4
- 7 év a csodálatos Indiában és két nepáli túra (fotók-CD-vel 2010), ISBN 978-615-5014-44-4
- Mitől döglik meg ez az ország? (2011), ISBN 978-963-08-0901-6
- Beteg emberiség, mocsok világ és gondolatok az „Egy félkegyelmű lázálmai”-ból (2011), ISBN 978-963-08-1171-2
- Világok, népek, emberek (fotók DVD-vel 2011), ISBN 978-615-5110-34-4
- Anti-kapitalizmus. Egy igaz kommunista kiáltványa; Ad Librum, Bp., 2012 (Tückös-sorozat) ISBN 978-963-08-3123-9

Tizenkét műve (a hét nyomdai és öt új írás: a „Maradj magadnak, Samu bá”, a „2015-Történelmi pillanatkép”, az „Az USA ledarálja a világot”, az „Európa 22-es csapdában” és a "Halálunk éve: 2018") e-webshopra is felkerült, részben bővített, átdolgozott kiadásban.
2013-ban és 2014-ben írt két angol nyelvű könyvet
- Stay at Home, Uncle Sam, ASIN:B00C5I7UOE, ISBN 9781301869411
- Kolja, Son of People’s Enemy, ASIN:B00FQIABL4

és egy orosz nyelvűt
- Русская душа (музыка на многих струнах), ISBN 9781311217264, Az orosz lélek (zene több húron)

2022-ben további két könyvét adta ki orosz nyelven is:
A "7 év a csodálatos Indiában és két túra Nepálba" címűt "Индия" címen és a "Stay at Home Uncle Sam"-et "Оставайся дома, дядя Сэм!" címen.
Mesélő Manó írói álnéven publikálta a Magyar Elektronikus Könyvtárban "Nagy Herceg és Kis Hercegkisasszony" könyvét.
Világhírű amerikai kiadóknál több e-könyvét publikálta. A Goodreads a szerző magyar nyelvű műveit is megjelentette.

## Egyéb publikációi
A Közgazdasági Szemlében, 1976-ban megjelent az „A technológia-import szerepe Indiában” tanulmánya.
Számtalan írást jelentetett meg weblapján. Foglalkozott a cigányság és zsidóság kérdéseivel, az „A Világ” rovatban mintegy 35 országról írt: Magyarországról, Erdélyről, a környező országokról, Indiáról, Nepálról, Kínáról, Kubáról, Csecsenföldről…
Blog-sorozatot vezet a világ egyik leglátogatottabb blog-szervezeténél, oldalán 2024.júliusáig 635 blogbejegyzés jelent meg.

## Interjúk, előadások
2024. november 19-én fotók vetítésével egybekötött előadást tartott a Hegyvidéki Kulturális Szalonban.
A „Mitől döglik meg ez az ország? avagy a garasországi neokapitalizmus természetrajza” c. könyvéről interjút adott a Klubrádió „Egyébként” műsorában (Neuman Gábor, 2012. október).
A Tilos Rádió meghívására kétórás beszélgetést folytatott Indiáról (Gerlóczy Ferenc, 2011. május 22-én).
Kiemelkedő műsorban ismertette az Indiáról szóló könyvet a Klasszikrádió.hu , majd két interjúra került sor Rímer Péter programjában. Indiáról és Kínáról beszélgettek.
Az Erzsébetvárosi Művészetbarátok Egyesületének meghívására előadást tartott Indiáról, amelyen India magyarországi nagykövete, Gauri Shankar Gupta úr is megjelent. Az Egyesület lapjában cikk jelent meg az eseményről. Ugyanott előadást tartott az arab világról és az Arab Tavaszról.
Szülőfaluja önkormányzatának meghívására előadást tartott az iskolában Indiáról, amivel összefüggésben cikk jelent meg a „24 óra” újságban (ma Kemma).
A „Pallas Páholy – Klubháló Egyesület” rendezésében 2012. október 15-én előadást tartott életművéről, beszélgető partnere Geröly Tibor, a Művészetbarátok Egyesületének elnöke volt, a rendezvényt a Magyar Szak- és Szépirodalmi Szerzők és Kiadók Reprográfiai Egyesülete támogatta.
A Klubrádióban Neuman Gábornak adott interjút napjaink égető kérdéseiről (2019.március 12). A műsor itt hallható (25:20-tól)
Előadást tartott az Új korszakváltás című könyvéről az Erzsébetvárosi Művészetbarátok Egyesületében (2019 május 29).
Előadás a mesterséges intelligenciáról a Magyar Békekörben (2019. június 28).
Az Első Magyar Feltétel Nélküli Alapjövedelemért Egyesület kerti beszélgetést tartott az Új korszakváltás című könyvéről.
Kongassátok meg a harangokat - podcast, életrajzi beszélgetés H12 Studió szerkesztésében, itt hallgatható meg: https://anchor.fm/h12stdi-budapest/episodes/Halmos-Antal-Kongasstok-meg-a-harangokat---podcast-beszlgets-e1mkjjm

## Hobbijai
Fiatalon is sportolt, de elmúlt 50 éves, mire ideje és anyagi lehetőségei lehetővé tették aktív részvételét három sportágban:
Vitorlázás: bevezette Magyarországon az első tőkesúlyos siklóhajót, a 8mOD-t. Ezzel a hajóval, Majthényi Szabolcs világbajnok kormányzása mellett került sor a 60 éves Kenese-Keszthely rekord megdöntésére.
Golf: szuper szenior (70 év felett) kategóriában évekig jó eredményekkel versenyzett. Három évig vezette a szuper-szenior mezőnyt. 2023-ig - megfigyelők véleménye szerint - az ország legidősebb aktív golfozója volt.
Síelés: amatőr szinten, de szakértőket is meglepő intenzitással űzte a sportot.

## Egyéb
Szülőfalujának Wikipédia lapján  "Híres emberek" rovat született, amelyben szerepel.
Az Országos Széchényi Könyvtár Digitális Filológiai és Webarchiválási Osztálya archiválja a honlapját, bloglapját és a Facebook oldalát.